# Хитиа О Те Ра
Хитиа О Те Ра (фр. Hitia'a O Te Ra, таит. Hitiaʻa O Te Ra) — коммуна во Французской Полинезии, заморская территория Франции в Тихом океане. Коммуна Хитиа О Те Ра расположена на острове Таити, в административном подразделении Наветренных островов, которые в свою очередь являются частью островов Общества. По состоянию на 2022 год, численность населения составляла 10 196 человека.

## Коммуны
Хитиа О Те Ра состоит из следующих ассоциированных коммун:
- Хитиаа
- Махаена
- Папеноо
- Тиареи

Административный центр коммуны — поселок Тярей.